# 内克松
内克松（法語：Nexon，法語發音：[nɛksɔ̃]）是法国新阿基坦大区上维埃纳省的一个市镇，位于该省南部，属于利摩日区。

## 地理
内克松（45°40'42"N, 1°11'14"E）面积40.79 平方千米，位于法国新阿基坦大区上维埃纳省，该省份为法国中西部省份，北起顺时针与安德尔省、克勒兹省、科雷兹省、多爾多涅省、夏朗德省和维埃纳省接壤。
与内克松接壤的市镇（或旧市镇、城区）包括：茹尔尼亚克、拉梅兹、雅纳亚克、弗拉维尼亚克、梅亚克、里亚克拉斯图尔、圣伊莱尔莱普拉斯、圣莫里斯莱布鲁斯。

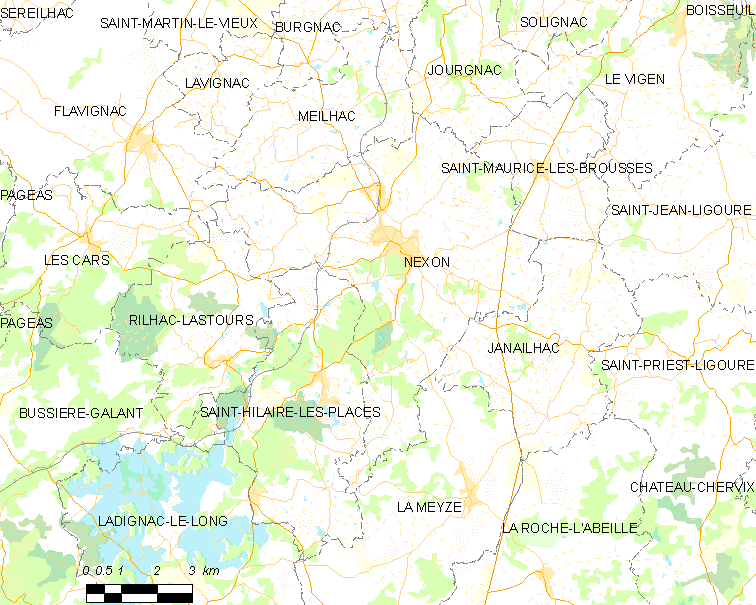
内克松的OSM定位图

内克松的时区为UTC+01:00、UTC+02:00（夏令时）。

## 行政
内克松的邮政编码为87800，INSEE市镇编码为87106。

## 政治
内克松所属的省级选区为圣伊里耶拉佩尔什县。

## 人口

1962-2008年间内克松人口变化图示

内克松于2022年1月1日时的人口数量为2542人。